# Tor Bomann-Larsen
Tor Bomann-Larsen, född 26 april 1951 i Jevnaker, är en norsk författare och illustratör.
Bomann-Larsen studerade vid Einar Granum Kunstfagskole och i Münster i Tyskland. Han arbetade sedan som tidningstecknare i flera tidningar, bland dessa Ny tid, Dagsavisen och Dagbladet. Från år 1971 till 1976 arbetade han för Egmont som manusförfattare till bland annat Kalle Anka. Bomann-Larsen har även gett ut barnböcker, som Lille Sonjas store pappa (1993) och publicerat biografier om Roald Amundsen och Sigurd Christiansen.
År 2004 mottog han Bragepriset i facklitteratur för Folket. Haakon & Maud, en biografi om Håkon VII av Norge och hans hustru Maud av Storbritannien. Bomann-Larsen är ledamot av Det Norske Akademi for Språk og Litteratur.